# فوجرد (قم)
فوجرد، روستایی از توابع بخش خلجستان در استان قم ایران است.
این روستا غربی ترین نقطه استان قم از لحاظ مختصات جغرافیایی و مسکونی بودن است.

## جمعیت
فوجرد(Fojerd) یا در زبان اهالی، پوگرد(pougerd) روستایی است از توابع بخش خلجستان استان قم براساس سرشماری مرکز آمار ایران در سال ۱۳۸۵، جمعیت آن ۲۹۱ نفر (۱۱۴خانوار) بوده‌است.
مقبره امام زاده عبداللّٰه و اسماعیل از نوادگان علی بن ابیطالب(ع) در ۳ کیلومتری این روستا در دامنهٔ یک کوه قرار دارد.

## نام‌شناسی
نام کهن روستا، پوگرد بوده که به دلیل گویش‌های دهه‌های اخیر به جای کلمه فارسی «پوگرد»، کلمه معرب «پوکرد» و سپس به کلمه «فوجرد» تغییر نام یافته‌است.